# Gisèle Prassinos
Gisèle Prassinos (Costantinopoli, 26 febbraio 1920 – Parigi, 15 novembre 2015) è stata una scrittrice francese.
Poetessa, narratrice e pittrice. I primi scritti, prodotti all'età di quattordici anni, sono stati apprezzati dai surrealisti.

## Biografia
La famiglia di origine è composta dal padre greco, dalla madre italiana e dal fratello maggiore di Gisèle, il pittore Mario Prassinos.
Nel 1922 la famiglia Prassinos abbandona Costantinopoli, a quel tempo occupata dagli alleati occidentali, e si stabilisce prima a Nanterre e quindi a Parigi.
A quattordici anni Gisèle Prassinos inizia ad utilizzare la scrittura automatica e produce scritti che il fratello, grazie all'editore Henri Parisot, mostra ai surrealisti. André Breton e Paul Éluard, sedotti dalla poesia e dalla personalità a tratti infantile, considerano Gisèle autrice della scrittura automatica per eccellenza.. Man Ray la fotografa mentre legge le proprie poesie al Café Cyrano, luogo degli incontri quotidiani dei surrealisti.
Le prime poesie di Gisèle Prassinos vengono pubblicate nel 1934 sulle riviste Minotaure e Documents 34, mentre la prima raccolta La Sauterelle arthritique ("La cavalletta artritica") esce nel 1935 con una prefazione di Paul Éluard ed una foto di Man Ray. Malgrado l'autrice si allontani dal gruppo surrealista nel 1939, l'anno successivo Breton include due dei suoi testi nella propria Anthologie de l'Humour noir ("Antologia dell'Umorismo nero").
Durante la guerra e fino alla fine degli anni cinquanta, Gisèle Prassinos sospende le pubblicazioni. Lavora negli asili e collabora alla traduzione di parecchi libri di Nikos Kazantzakis.
In seguito riprende a scrivere poesie e romanzi, fra cui Brelin le Frou, ou le portrait de famille ("Brelin le Frou, o il ritratto di famiglia", 1975), dove ritrae personaggi viventi attraverso regole fantasiose.
I racconti contenuti in Mon cœur les écoute ("Il mio cuore li ascolta"), pubblicati nel 1982, manifestano un umorismo poetico simile a quello di Henri Michaux o di Joyce Mansour. 
Prassinos è nota anche per i disegni e le tentures ("arazzi"), opere plastiche realizzate con ritagli di tessuto colorati.
Non avendo avuto figli, Gisèle ha disposto un lascito alla Bibliothèque historique di Parigi dei manoscritti delle proprie poesie, dei disegni surrealisti e delle sue tentures.

## Brelin le Frou
In ritardo rispetto ad altre artiste surrealiste, fra le quali Claude Cahun, Lise Deharme, Leonor Fini e Unica Zürn, Gisèle Prassinos nei propri romanzi scopre una nuova dimensione di autrice e di illustratrice, sperimentando a propria volta il "libro-oggetto" ed unendo scrittura ed arti visive. In particolare, con Prassinos «il libro-oggetto diviene spazio per metamorfosi giocose».
Il volume Brelin le Frou, ou le portrait de famille costituisce un'opera fondamentale nella quale le parole hanno origine dalle immagini cui sono strettamente intrecciate, una sorta di testo a fronte in cui spesso le parole sulla pagina di destra forniscono una dettagliata descrizione dell'immagine sulla pagina di sinistra.
Il lettore viene introdotto già dal titolo nel mondo immaginario descritto dall'autrice: Frou può essere tradotto come "Vegliardo", poiché in quel mondo, come Prassinos specifica in una nota, il termine indica un anziano tra i 90 ed i 95 anni. Ma Frou ricorda anche fou, che in francese significa pazzo, con riferimento ai personaggi un po' folli.
Nel romanzo Prassinos concentra la propria concezione del lavoro manuale e della mitologia; il protagonista è un anti-eroe, l'alter ego dell'autrice stessa.
Brelin le Frou può essere definito un «libro surrealista deviato, in quanto è sia deformato che mascherato. Deformato perché l'autrice dirotta uno dei maggiori principi della collaborazione interartistica, normalmente effettuata da più persone, rivelando in tal modo una duplice immagine di se stessa quale scrittrice ed artista. Ed è "mascherato" dagli arazzi creati con la finzione dell'artista pazzo: in tal modo il libro si trasforma in un palcoscenico in cui avviene la metamorfosi. La parola-immagine veicola significato e poesia, ma è anche portatrice di un segreto si può rivelare attraverso l'attento esame delle immagini in relazione con il testo e viceversa».

## Elenco di alcune opere

### Scritti
- 1935 - La Sauterelle arthritique
- 1935 - Une demande en mariage
- 1936 - Quand le bruit travaille
- 1937 - Facilité crépusculaire
- 1938 - La Lutte double, racconti
- 1938 - Une Belle famille, racconti
- 1939 - La Revanche, racconti
- 1939 - Sondue, racconti
- 1939 - Le Feu maniaque, con prefazione di Paul Éluard
- 1947 - Le Rêve, storia
- 1958 - Le Temps n'est rien, romanzo
- 1959 - La Voyageuse, romanzo
- 1961 - Le Cavalier, novelle
- 1962 - La Confidente, romanzo
- 1962 - L'Homme au chagrin, poesie
- 1964 - Le Visage effleuré de peine, romanzo
- 1966 - Le Grand repas, romanzo
- 1967 - Les Mots endormis, poesie e racconti
- 1971 - La Vie la voix, poesie
- 1974 - Petits quotidiens, poesie
- 1975 - Brelin le Frou ou le portrait de famille, racconto e disegni
- 1976 - Trouver sans chercher : 1934-1944, raccolta di testi surrealisti
- 1978 - Comptines pour fillottes et garcelons, poesie
- 1979 - Pour l'arrière-saison, poesie
- 1979 - Le Ciel et la Terre se marient, poesie
- 1979 - Pour l'arrière-saison, poesie
- 1982 - Mon cœur les écoute, poema in prosa
- 1985 - L'Instant qui va
- 1985 - Comment écrivez-vous ? ou ils sont malins les écrivains
- 1987 - Poésie partagée, été 1987
- 1987 - Le Verrou et autres nouvelles
- 1989 - La Fièvre du labour
- 1990 - La Lucarne
- 1993 - La Table de famille, novelle
- 2003 - Correspondance d'Henri Parisot avec Mario et Gisèle Prassinos, 1933-1938
- 2006 - La Mort de Socrate, et autres nouvelles, novelle

### Grafica
- 1936 - Poissons et oiseaux, disegno a matita su carta, 21 × 27 cm., collezione privata[11]
- 1936 - Oiseaux et autres monstres, pastelli su carta, 14,7 × 21,8 cm.[12]
- 1978 - Samson et Dalila, la perfide, tenture in pannolenci, 79 × 103 cm.[13]
- 1978 - Frère, sœur et prix d'excellence, tenture in pannolenci, 103 × 79 cm.[14]